# Алгинський район
Алги́нський район (каз. Алға ауданы, рос. Алгинский район) — адміністративна одиниця у складі Актюбінської області Казахстану. Адміністративний центр — місто Алга.

## Населення
Населення — 42773 особи (2021; 38578 в 2009, 37004 у 1999, 39596 у 1989).
Національний склад (станом на 2016 рік):
- казахи — 32147 осіб (79,63%)
- росіяни — 4261 особа (10,56%)
- українці — 1875 осіб
- німці — 449 осіб
- татари — 339 осіб
- болгари — 302 особи
- молдовани — 285 осіб
- чеченці — 154 особи
- азербайджанці — 81 особа
- білоруси — 80 осіб
- узбеки — 56 осіб
- корейці — 39 осіб
- башкири — 19 осіб
- вірмени — 14 осіб
- мордва — 13 осіб
- марійці — 12 осіб
- чуваші — 11 осіб
- інші — 232 особи

## Історія
- У період 1933–1963 років називався Ключовий район.
- 1997 року до складу району була приєднана частина (Маржанбулацький сільський округ) ліквідованого Актюбінського району[5].
- 2013 року до складу Актобинської міської адміністрації передано Саздинський сільський округ[6].

## Склад
До складу району входять міська адміністрація та 12 сільських округів:
| Поселення                       | Площа, км² | Населення, осіб (1989) | Населення, осіб (1999) | Населення, осіб (2009) | Населення, осіб (2021) | Центр               | Населені пункти |
| ------------------------------- | ---------- | ---------------------- | ---------------------- | ---------------------- | ---------------------- | ------------------- | --------------- |
| Алгинська міська адміністрація  | -          | 17910                  | 15372                  | 19705                  | 22446                  | Алга                | 1               |
| Акайський сільський округ       | -          | 1789                   | 1696                   | 821                    | 705                    | Акай                | 2               |
| Бескоспинський сільський округ  | -          | 1559                   | 1907                   | 1649                   | 1666                   | Єсет-батира Кокіули | 2               |
| Бестамацький сільський округ    | -          | 2913                   | 2664                   | 3650                   | 4217                   | Бестамак            | 2               |
| Караагаський сільський округ    | -          | 1079                   | 1101                   | 1251                   | 1236                   | Самбай              | 2               |
| Карабулацький сільський округ   | -          | 1205                   | 1220                   | 761                    | 576                    | Карабулак           | 2               |
| Каракудицький сільський округ   | -          | 2056                   | 1848                   | 1542                   | 1503                   | Каракудик           | 3               |
| Карахобдинський сільський округ | -          | 1132                   | 1574                   | 897                    | 609                    | Карахобда           | 3               |
| Маржанбулацький сільський округ | -          | 1584                   | 1890                   | 1948                   | 3732                   | Маржанбулак         | 2               |
| Сарихобдинський сільський округ | -          | 2213                   | 1735                   | 908                    | 776                    | Сарихобда           | 2               |
| Тамдинський сільський округ     | -          | 2379                   | 2576                   | 2603                   | 2465                   | Тамди               | 3               |
| Токмансайський сільський округ  | -          | 1803                   | 1731                   | 1502                   | 1224                   | Кайнар              | 3               |
| Ушкудуцький сільський округ     | -          | 1974                   | 1690                   | 1341                   | 1618                   | Ушкудик             | 3               |

## Найбільші населені пункти
Населені пункти з чисельністю населення понад 1000 осіб:
| № | Населений пункт     | Населення, осіб (1989) | Населення, осіб (1999) | Населення, осіб (2009) | Населення, осіб (2021) |
| - | ------------------- | ---------------------- | ---------------------- | ---------------------- | ---------------------- |
| 1 | Алга                | 17 910                 | 15 372                 | 19 705                 | 22 446                 |
| 2 | Бестамак            | 2 296                  | 2 343                  | 3 332                  | 3 749                  |
| 3 | Маржанбулак         | 897                    | 1 174                  | 1 496                  | 3 436                  |
| 4 | Тамди               | 1 909                  | 2 029                  | 2 081                  | 2 079                  |
| 5 | Єсет-батира Кокіули | 1 357                  | 1 585                  | 1 458                  | 1 603                  |
| 6 | Ушкудик             | 1 480                  | 1 299                  | 1 032                  | 1 346                  |